# Kyrkogårdsön, Karlsborgs kommun

Kyrkogårdsön är en ö i norra Vättern. Ön tillhör geografiskt Undenäs socken i Västergötland. Kyrkogårdsön ligger som en naturlig vågbrytare mellan stora Vättern och den innanför ön liggande Boviken. I söder ligger "Dödsundet" och i norr ligger "Svartsundet". Öns namn kommer från en kyrkogård som ligger nära Dödsundet. Kyrkogården sägs härröra från digerdödens dagar på 1300-talet då människor tagit sin tillflykt till ön, drabbats av pesten och därefter begravts på ön.
År 1786 utkom prosten i Undenäs Fridrich Ådal med en beskrivning av Undenäs socken. I den berättar han bl.a. om en stor skara människor som "ditflyttat på 2:e de största slags båtar, som kunna segla i Vettern, i tanka att vara säkre för döden". Emellerid "blefvo der alle döde och gemensamt af de tätt intil boende begrafne innom en liten Plats, som ännu kallas Kyrkogård och varit rundt omkring med en Stenmur försedd, hvaraf rudera (ruinerna) ännu synas". På kyrkogården står numera en minnessten, rest 1950 av Undenäs församling.
På öns nordsida, invid Svartsundet, bodde författaren Folke Dahlberg under några år. Kyrkogårdsön har varit befolkad sedan 1600-talet då människor från Finland bosatte sig där efter anvisning från hertig Karl. Ön var därefter permanent befolkad fram till 1950-talet då det sista huset skulle rivas, men räddades genom att ovan nämnde Folke Dahlberg hyrde huset och rustade upp det. Detta ägde rum i samband med att Dahlberg tvingats flytta från Stora Röknen. Många av Dahlbergs böcker kom att författas på Kyrkogårdsön.